# Dansk Melodi Grand Prix 1957
Dansk Melodi Grand Prix 1957 var det første Danske Melodi Grand Prix, og fandt sted søndag 17. februar i Radiohusets studie 2. Værten var Sejr Volmer-Sørensen og seks sange, der alle blev sunget af de to sangere Birthe Wilke og Gustav Winckler, kæmpede om at blive Danmarks første bidrag til Eurovision Song Contest, som skulle afholdes for anden gang i historien.
Birthe Wilke og Gustav Winckler var datidens største danske sangere, og for dem var det noget helt specielt at komme på TV og optræde det skete meget sjældent. DR eller Statsradiofonien som det dengang hed, modtog 117 bidrag til det første Danske Melodi Grand Prix; Navnene på komponister og tekstforfattere til sangene, blev først offentliggjort efter at showet var afholdt. Vinderen blev "Skibet skal sejle i nat", skrevet af Poul Sørensen (Poeten) med musik af Erik Fiehn, og den blev nummer 3 ved Eurovision Song Contest 1957.
| Nr. | Sang                           | Sanger                         | Sangskriver                            | Points | Placering |
| --- | ------------------------------ | ------------------------------ | -------------------------------------- | ------ | --------- |
| 1   | "Skibet skal sejle i nat"      | Birthe Wilke & Gustav Winckler | Poul Sørensen, Erik Fiehn              | -      | 1         |
| 2   | "Længslernes veje"             | Birthe Wilke                   | Eric Christiansen, Carl Andersen       | -      | -         |
| 3   | "Fata Morgana"                 | Gustav Winckler                | Sophus Brandeholt, Poul Christoffersen | -      | -         |
| 4   | "Chanson Ordinaire"            | Birthe Wilke                   | Otto Francker                          | -      | -         |
| 5   | "Hele verden venter på en vår" | Gustav Winckler                | Eric Christiansen, Anni Weimar         | -      | -         |
| 6   | "Kærlighedens Cocktail"        | Birthe Wilke & Gustav Winckler | Otto Lington, Carl Andersen            | -      | 2         |

## Eksterne kilder og henvisninger
- Dansk Melodi Grand Prix 1957 (Webside ikke længere tilgængelig)